# Tanymecosticta fissicollis
Tanymecosticta fissicollis là loài chuồn chuồn trong họ Isostictidae. Loài này được Lieftinck mô tả khoa học đầu tiên năm 1932.